# Cercomacra carbonaria
Cercomacra carbonaria là một loài chim trong họ Thamnophilidae.